# Premio Guldbagge per il miglior film

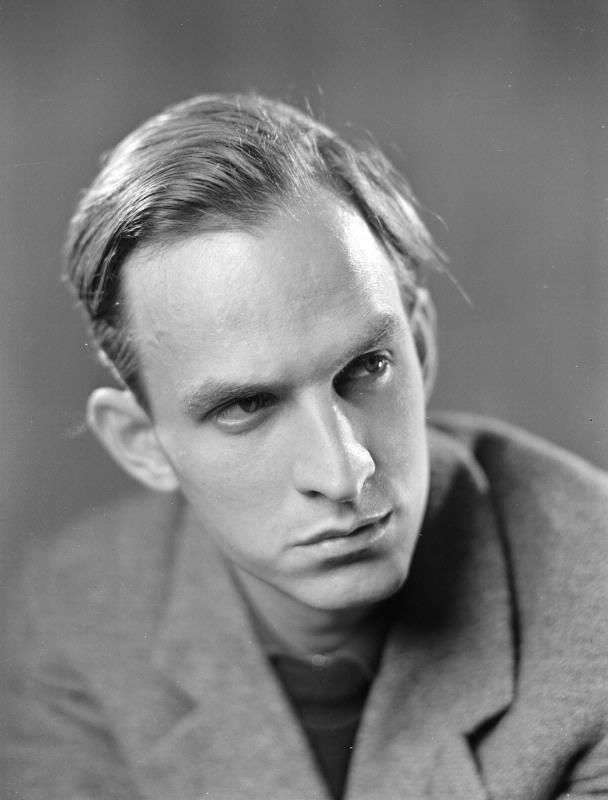
Ingmar Bergman è stato il primo vincitore del premio di cui detiene il record di vittorie

Il Premio Guldbagge per il miglior film (Guldbaggen för bästa film) è un premio assegnato annualmente dal 1964 nell'ambito del premio svedese di cinematografia Guldbagge alla migliore pellicola cinematografica dell'anno di produzione nazionale. 
Fino all'anno 2000 nella categoria erano compresi anche i film documentari; con la creazione del premio specifico questi ultimi sono stati estromessi. Dalla prima edizione i documentari vincitori sono stati: Den vita sporten nel 1969, Ett anständigt liv nel 1979, Smärtgränsen nel 1985, Tillbaka till Ararat nel 1989 e En pizza i jordbro nel 1995.
L'edizione del 1984 è stata accorpata a quella dell'anno successivo per coincidere con l'anno solare.

## Albo d'oro
I vincitori sono indicati in grassetto, a seguire gli altri candidati.

### Anni 1960-1969
- 1964: - Il silenzio (Tystnaden), regia di Ingmar Bergman
- 1965: - Bröllopsbesvär, regia di Åke Falck
- 1966: - Heja Roland!, regia di Bo Widerberg
- 1967: - Persona, regia di Ingmar Bergman
- 1968: - Ugo e Josefin (Hugo och Josefin), regia di Kjell Grede
- 1969: - Den vita sporten, registi vari

### Anni 1970-1979
- 1970: - Karl e Kristina (Utvandrarna), regia di Jan Troell
- 1971: - non assegnato
- 1972: - Äppelkriget, regia di Tage Danielsson
- 1973: - Sussurri e grida (Viskningar och rop), regia di Ingmar Bergman
- 1974: - Corruzione in una famiglia svedese - Una manciata d'amore (En handfull kärlek), regia di Vilgot Sjöman
- 1975: - Det sista äventyret, regia di Jan Halldoff
- 1976: - Släpp fångarne loss, det är vår!, regia di Tage Danielsson
- 1977: - L'uomo sul tetto (Mannen på taket), regia di Bo Widerberg
- 1978: - Le avventure di Picasso (Picassos äventyr), regia di Tage Danielsson
- 1979: - Ett anständigt liv, regia di Stefan Jarl

### Anni 1980-1989
- 1980: - Mannen som blev miljonär, regia di Mats Arehn
- 1981: - Barnens ö, regia di Kay Pollak
- 1982: - Den enfaldige mördaren, regia di Hans Alfredson
- 1983: - Fanny e Alexander (Fanny och Alexander), regia di Ingmar Bergman
- 1985: - Smärtgränsen, regia di Agneta Elers-Jarleman
- 1986: - La mia vita a quattro zampe (Mitt liv som hund), regia di Lasse Hallström
- 1987: - Sacrificio (Offret), regia di Andrej Tarkovskij
- 1988: - Pelle alla conquista del mondo (Pelle erobreren), regia di Bille August
- 1989: - Katinka - Storia romantica di un amore impossibile (Ved vejen), regia di Max von Sydow (ex aequo) Tillbaka till Ararat, registi vari

### Anni 1990-1999
- 1990: - Miraklet i Valby, regia di Åke Sandgren
- 1991: - God afton, Herr Wallenberg, regia di Kjell Grede
- 1992: - Il capitano, regia di Jan Troell
  - Agnes Cecilia – En sällsam historia, regia di Anders Grönros
  - Underjordens hemlighet, regia di Clas Lindberg
- 1993: - Änglagård, regia di Colin Nutley
  - Min store tjocke far, regia di Kjell-Åke Andersson
  - Con le migliori intenzioni (Den goda viljan), regia di Bille August
- 1994: - Colpo di fionda (Kådisbellan), regia di Åke Sandgren
  - Mannen på balkongen, regia di Daniel Alfredson
  - Pariserhjulet, regia di Clas Lindberg
- 1995: - En pizza i jordbro, regia di Rainer Hartleb
  - Kalle och änglarna, regia di Ole Bjørn Salvesen
  - La hija del Puma, regia di Ulf Hultberg e Åsa Faringer
- 1996: - Passioni proibite (Lust och fägring stor), regia di Bo Widerberg
  - En på miljonen, regia di Måns Herngren e Hannes Holm
  - Pensione Oskar (Pensionat Oskar), regia di Susanne Bier
- 1997: - Hamsun, regia di Jan Troell
  - Jägarna, regia di Kjell Sundvall
  - Christmas oratorio - Oratorio di Natale (Christmas oratorio), regia di Kjell-Åke Andersson
- 1998: - Tic Tac, regia di Daniel Alfredson
  - Adam & Eva, regia di Måns Herngren e Hannes Holm
  - Spring för livet, regia di Richard Hobert
- 1999: - Fucking Åmål - Il coraggio di amare (Fucking Åmål), regia di Lukas Moodysson
  - Liv till varje pris, regia di Stefan Jarl
  - Veranda för en tenor, regia di Lisa Ohlin

### Anni 2000-2010
- 2000: - Un sogno realizzato (Tsatsiki, morsan och polisen), regia di Ella Lemhagen
  - Noll tolerans, regia di Anders Nilsson
  - Tiden är en dröm, regia di Jan Lindqvist
- 2001: - Canzoni del secondo piano (Sånger från andra våningen), regia di Roy Andersson
  - Jalla! Jalla!, regia di Josef Fares
  - Vingar av glas, regia di Reza Bagher
- 2002: - As White as in Snow (Så vit som en snö), regia di Jan Troell
  - Leva livet, regia di Mikael Håfström
  - En sång för Martin, regia di Bille August
- 2003: - Lilja 4-ever, regia di Lukas Moodysson
  - Alla älskar Alice, regia di Richard Hobert
  - Grabben i graven bredvid, regia di Kjell Sundvall
- 2004: - Evil - Il ribelle (Ondskan), regia di Mikael Håfström
  - Elina (Elina - Som om jag inte fann), regia di Klaus Härö
  - Alle prime luci dell'alba (Om jag vänder mig om), regia di Björn Runge
- 2005: - L'amore non basta mai (Masjävlar), regia di Maria Blom
  - Fyra nyanser av brunt, regia di Tomas Alfredson
  - As It Is in Heaven (Så som i himmelen), regia di Kay Pollak
- 2006: - Ninas resa, regia di Lena Einhorn
  - Mun mot mun, regia di Björn Runge
  - Zozo, regia di Josef Fares
- 2007: - Förortsungar, regia di Catti Edfeldt e Ylva Gustavsson
  - Falkenberg Farewell (Farväl Falkenberg), regia di Jesper Ganslandt
  - Storm, regia di Björn Stein e Måns Mårlind
- 2008: - You, the Living (Du levande), regia di Roy Andersson
  - Darling, regia di Johan Kling
  - Leo, regia di Josef Fares
- 2009: - Maria Larssons eviga ögonblick, regia di Jan Troell
  - Involuntary (De ofrivilliga), regia di Ruben Östlund
  - Lasciami entrare (Låt den rätte komma in), regia di Tomas Alfredson

### Anni 2010-2019
- 2010: - Uomini che odiano le donne (Män som hatar kvinnor), regia di Niels Arden Oplev
  - Starring Maja, regia di Teresa Fabik
  - I taket lyser stjärnorna, regia di Lisa Siwe
- 2011: - Sebbe, regia di Babak Najafi
  - I rymden finns inga känslor, regia di Andreas Öhman
  - Beyond (Svinalängorna), regia di Pernilla August
- 2012: - Apflickorna, regia di Lisa Aschan
  - Simon och ekarna, regia di Lisa Ohlin
  - Play, regia di Ruben Östlund
- 2013: - Äta sova dö, regia di Gabriela Pichler
  - Call Girl, regia di Mikael Marcimain
  - Searching for Sugar Man, regia di Malik Bendjelloul
- 2014: - The Reunion (Återträffen), regia di Anna Odell
  - Känn ingen sorg, regia di Måns Mårlind e Björn Stein
  - Monica Z, regia di Per Fly
- 2015: - Forza maggiore (Turist), regia di Ruben Östlund
  - Un piccione seduto su un ramo riflette sull'esistenza (En duva satt på en gren och funderade på tillvaron), regia di Roy Andersson
  - Gentlemen, regia di Mikael Marcimain
- 2016: - Efterskalv, regia di Magnus von Horn
  - Mr. Ove (En man som heter Ove), regia di Hannes Holm
  - My Skinny Sister (Min lilla syste), regia di Sanna Lenken
- 2017: - Jätten, regia di Johannes Nyholm
  - L'uomo di 101 anni che non pagò il conto e scomparve (Hundraettåringen som smet från notan och försvann), regia di Felix Herngren e Måns Herngren
  - Min faster i Sarajevo, regia di Goran Kapetanović
  - Skörheten, regia di Ahang Bashi
  - Sophelikoptern, regia di Jonas Selberg Augustsén
- 2018: - Omicidio al Cairo (The Nile Hilton Incident), regia di Tarik Saleh
  - Borg McEnroe, regia di Janus Metz
  - Korparna, regia di Jens Assur
  - Sami Blood (Sameblod), regia di Amanda Kernell
  - The Square, regia di Ruben Östlund
- 2019: - Border - Creature di confine (Gräns), regia di Ali Abbasi
  - The Deminer, regia di Hogir Hirori e Shinwar Kamal
  - Den blomstertid nu kommer, regia di Crazy Pictures
  - Goliath, regia di Peter Grönlund
  - Unga Astrid, regia di Pernille Fischer Christensen

### Anni 2020-2029
- 2020: - And Then We Danced (Da chven vitsekvet), regia di Levan Akin
  - 438 dagar, regia di Jesper Ganslandt
  - Sulla infinitezza (Om det oändliga), regia di Roy Andersson
  - Sune - Best Man, regia di Jon Holmberg
  - Transnistra, regia di Anna Eborn
- 2021: - Spring Uje spring, regia di Henrik Schyffert
  - Charter, regia di Amanda Kernell
  - I Am Greta - Una forza della natura (I Am Greta), regia di Nathan Grossman
  - Orca, regia di Josephine Bornebusch
  - Scheme Birds, regia di Ellen Fiske e Ellinor Hallin
- 2022: - Clara Sola, regia di Nathalie Álvarez Mesén
  - Pleasure, regia di Ninja Thyberg
  - Tigrar, regia di Ronnie Sandahl
  - Utvandrarna, regia di Erik Poppe
  - Il ragazzo più bello del mondo (Världens vackraste pojke), regia di Björn Andréseni
- 2023: - Triangle of Sadness, regia di Ruben Östlund
  - La cospirazione del Cairo (Boy from Heaven), regia di Tarik Saleh
  - Comedy Queen, regia di Sanna Lenken
  - Historjá – Stygn för Sápmi, regia di Pelle Nilsson
  - Zlatan (Jag är Zlatan), regia di Jens Sjögren
- 2024: - Paradise is Burning (Paradiset brinner), regia di Mika Gustafson
  - 100 årstider, regia di Giovanni Bucchieri
  - Hammarskjöld, regia di Per Fly
  - Miraklet i Gullspång, regia di Maria Fredriksson
  - Opponent (Motståndaren), regia di Milad Alami
- 2025: - Crossing, regia di Levan Akin
  - Hypnosen, regia di Ernst De Geer
  - Den sista resan, regia di Filip Hammar e Fredrik Wikingsson
  - Den svenska torpeden, regia di Frida Kempff